# 坂東三津五郎 (3代目)

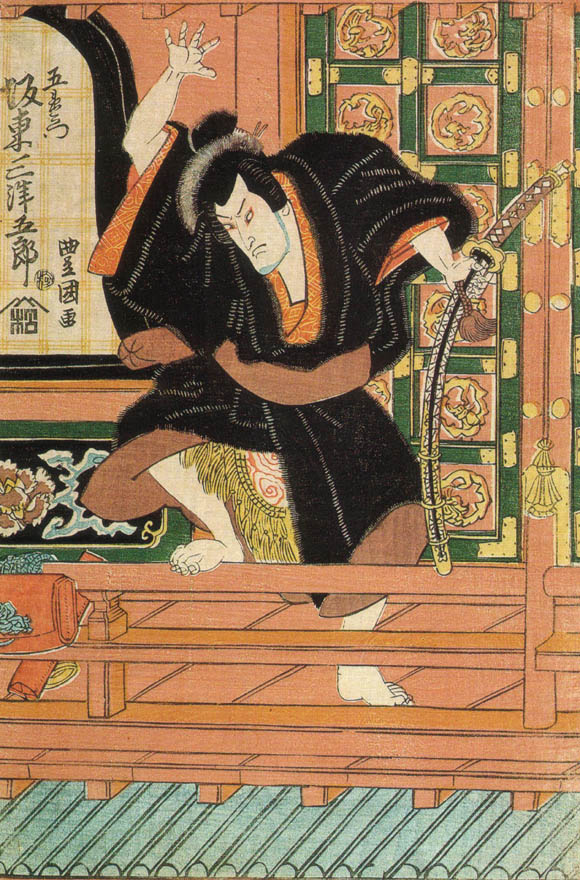
三代目三津五郎の石川五右衛門
----
文政3年（1820年）3月、江戸中村座『楼門五三桐』南禅寺山門の場。歌川豊国画。

三代目 坂東三津五郎（さんだいめ ばんどう みつごろう、安永4年〈1775年〉 - 天保2年12月27日〈1832年1月29日〉）とは、文化文政時代の歌舞伎役者。俳名は是業・秀佳・秀哥、屋号は大和屋。

## 来歴
初代坂東三津五郎の子。安永7年（1778年）、江戸森田座で坂東三田八を名乗り初舞台を踏む。天明2年（1782年）には（初代）坂東巳之助と改めるが、その後父の死によって八代目森田勘彌の養子となり、翌年二代目森田勘次郎となる。同年11月森田座に若太夫として出て、そののち立役となる。寛政5年（1793年）には（初代）坂東簑助を名乗るが、この頃から江戸随一の和事師といわれるようになる。寛政11年（1799年）、二代目坂東三津五郎が二代目荻野伊三郎を襲名したのを受け、三代目坂東三津五郎を襲名。深川永木河岸に住んでいたので、「永木の三津五郎」ともまた「永木の親方」ともいわれた。享年57。墓所は東京都港区の増上寺。
当たり役は『伽羅先代萩』（花水橋）の足利頼兼、『一谷嫩軍記』（熊谷陣屋）の熊谷直実、『源平布引滝』（実盛物語）の斎藤実盛など。時代物と世話物を良くし、武道事や力士を得意とした。また四代目鶴屋南北と提携してその作による演目の多くに出演し、三代目中村歌右衛門と舞台で芸を競った。また踊りにも秀で、『娘道成寺』を当り役のひとつとして度々勤めた。三代目歌右衛門とともに変化舞踊も頻繁に勤め、その多くの型が今に伝わる。日本舞踊の五大流派の一つ坂東流の流祖でもある。弟の坂東志賀次は志賀次派坂東流の元祖で、その娘が祖宗の初代坂東志賀次である。
ある演目で、小道具の張り子の茶碗のふちを爪ではじく型を工夫していた時、裏方が気を利かせて茶碗を本物の瀬戸物の茶碗に替えたところ、「瀬戸物を瀬戸物に見せるのなんてぇのは誰にだって出来やがる。張り子の茶碗を瀬戸物に見せるところが役者の腕ってもんだろうが。ようやく瀬戸物らしく見えるようになってきたところに、てめえ余計なお世話だ」と食って掛かった逸話が残っている。